# Subkultura
Subkultura (z łac. m.in.: sub „pod”; „w obrębie” + kultura) – zespół zjawisk kulturowych, częściowo autonomiczny wobec kultury dominującej, jednakże nigdy niezrywający całkowicie związków z tą kulturą. 
Relacje subkultury z kulturą dominującą (obecnie najczęściej popularną) oraz z innymi subkulturami (np. z subkulturami w obrębie tzw. kultury wysokiej, kultury niskiej, itd.) są zwykle skomplikowane, bowiem część dominujących treści kulturowych subkultury – siłą rzeczy – z kulturą dominującą i z innymi subkulturami podzielają, część po swojemu przetwarzają, a część aktywnie odrzucają (kontestując, buntując się przeciwko nim) lub pomijają (traktując je obojętnie lub neutralnie).
Z punktu widzenia nauk o kulturze błędem jest często potocznie występujące utożsamianie subkultury z grupą społeczną, która treści kulturowe wytwarza i reprezentuje.
Twórcą pojęcia „subkultura” jest amerykański socjolog Milton Myron Gordon, który zdefiniował je po raz pierwszy w 1947 roku w artykule The Concept of the Sub-Cultur and Its Application.
Subkultury jako zjawiska kulturowe są tworzone przez grupy zawodowe, wiekowe, hobbystyczne i inne (m.in. przez lekarzy, prawników, złodziei, polityków, nauczycieli, młodzież, uczniów, studentów, fanów danego gatunku muzycznego, itd.). Grupy takie są uznawane za grupy subkulturowe, jeśli wypracowały swoiste, realizowane w ich obrębie repertuary kulturowe (na przykład wyrażające się w odrębnościach języka, zachowań, stroju, gustów muzycznych, wierzeń czy światopoglądów). Kiedy subkultura wykazuje się szczególną agresją, przynależność do niej może zostać uznane za przejaw demoralizacji.
Zauważa się, że zasięg danej subkultury może być większy niż kultury dominującej, z której dana subkultura pochodzi. (Np. subkultura danego gatunku muzyki może być obecna w cywilizacjach, w których nieobecna jest oryginalna kultura dominująca.)